# Leuvense cellenbroeders

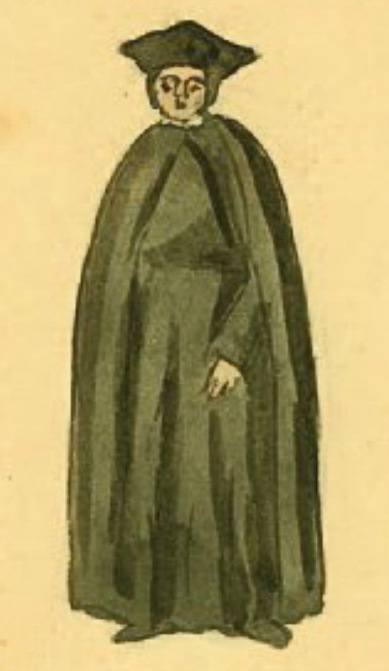
Cellenbroeder, steeds in zwarte pij

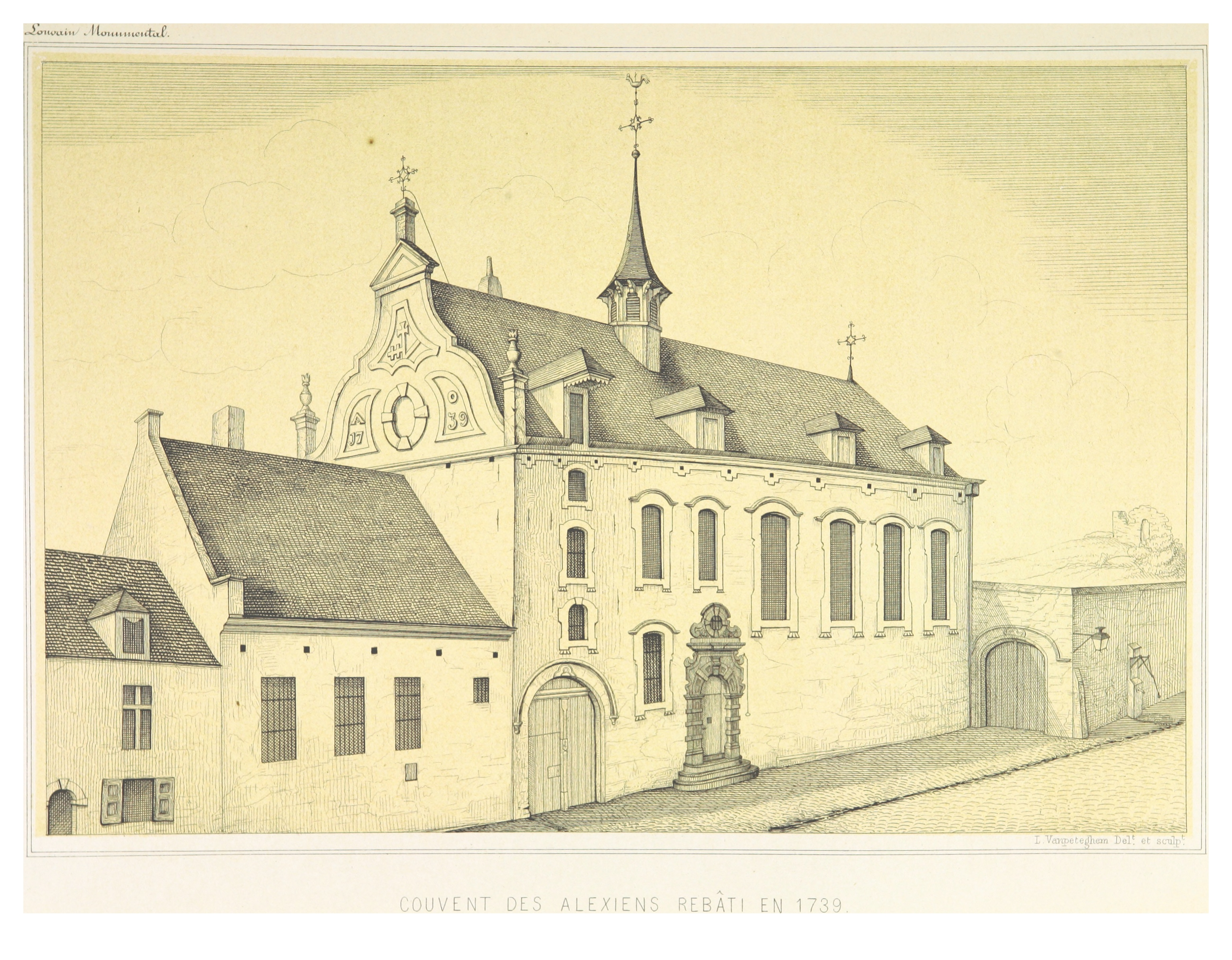
Eerste klooster in de Brusselsestraat, vandaag de dag studentenhuis Camillo Tores (KU Leuven)

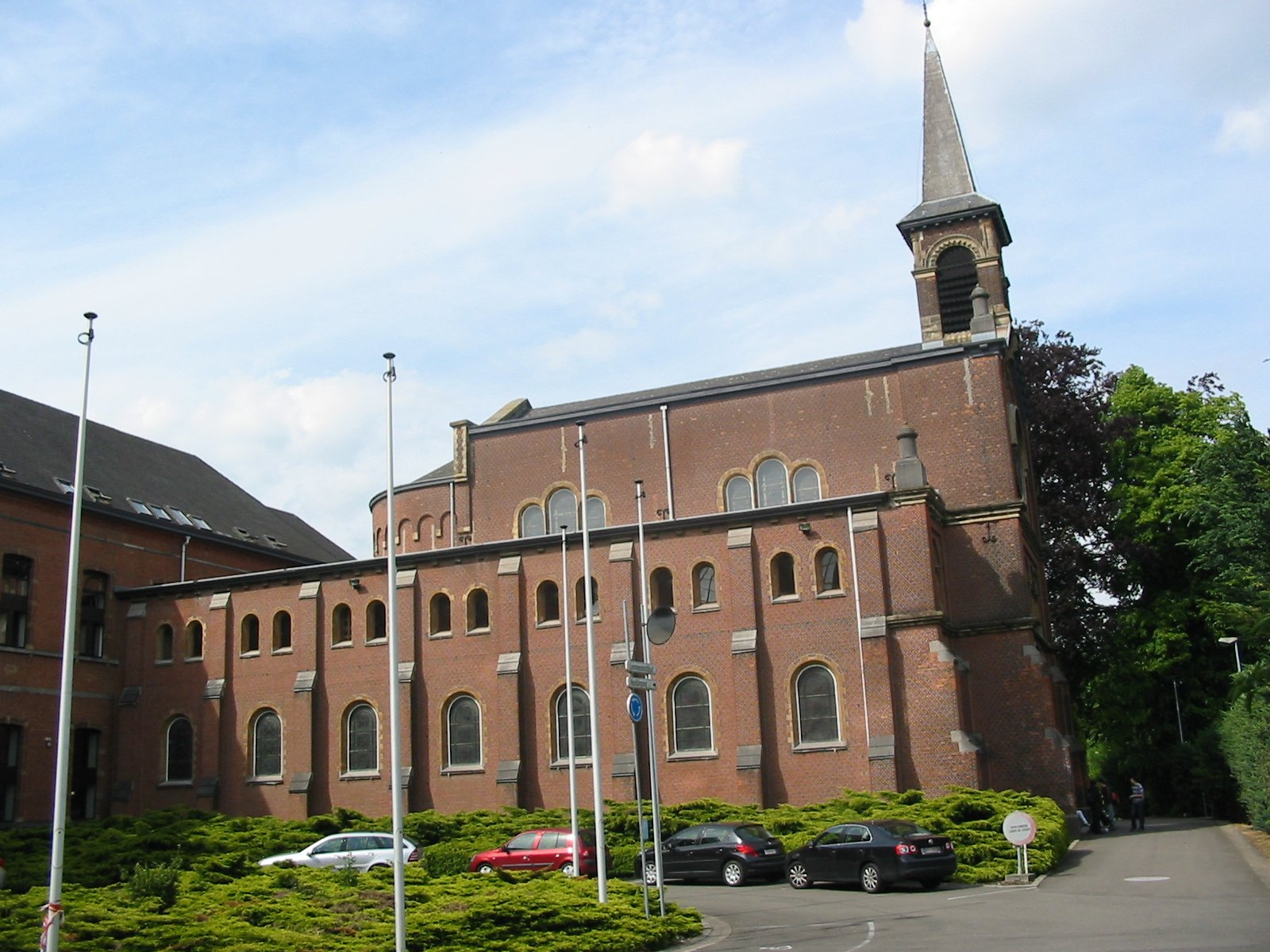
Tweede klooster, vandaag de dag Lemmensinstituut in Leuven

De celle(n)broeders of alexianen verbleven in de Belgische stad Leuven van de 14e tot de 20e eeuw. Hun eerste klooster (tot 1889) is vandaag de dag de site van het studentenhuis Camilo Torres van de KU Leuven. Hun tweede klooster (vanaf 1889) is vandaag de dag het Lemmensinstituut of het LUCA School of Arts in associatie met de KU Leuven.
Eeuwenlang bezaten zij quasi het monopolie om gestorvenen van Leuven te begraven.

## Eerste klooster (14e eeuw tot 1889)
De eerste cellenbroeders verschenen in Leuven in 1345. Zij verbleven in enkele cellen, vandaar hun naam; in Leuven werd deze plek de Biestcellen genoemd. Vandaag de dag is hun site gelegen tussen de Brusselsestraat en de Kaboutermansstraat. Zij werkten op de parochie van Sint-Jacob. Hun taken waren drievoudig: de pestlijders verzorgen, de geesteszieken opvangen en de doden begraven. Het stadsbestuur betaalde hen voor hun werken. Gaandeweg organiseerde de cellenbroeders zich in het gehele Rooms-Duitse Rijk en in 1458 erkende paus Pius II de orde officieel. De cellenbroeders maakten zich nuttig bij het begraven van de doden in de hele stad bij uitbraken van de pest, bijvoorbeeld in het jaar 1578. De stad gaf hen de toestemming de doden te begraven op de Leuvense kerkhoven, dus niet alleen in het kerkhof rond de Sint-Jacobskerk. De cellenbroeders waren overal goed herkenbaar aan hun zwarte pij en zij hadden zo goed als het monopolie van de begrafenissen, ook al was er geen pest in de stad. Ook buiten de stad verrichtten zij hun begrafeniswerk. Zo begroeven zij de dode pelgrims uit het pelgrimshuis van Winksele die er gestorven waren aan de pest.
Met de reformatie verdween het algemeen bestuur van de orde, de algemeen overste en het algemeen kapittel. De aartsbisschop van Mechelen, Alphonsus van Bergen, had zijn zinnen gezet op de Leuvense cellenbroeders (maar ook in andere steden). Van Bergen voerde processen bij de Geheime Raad van Brabant om financieel toezicht te krijgen in Leuven. Hij won. Het aartsbisdom beheerde voortaan mee de financies en de activiteiten van de cellenbroeders. Van Bergens opvolger, Humbertus de Precipiano, legde in 1691 plechtig de eerste steen van hun kapel in Leuven. De broeders woonden al eeuwen samen in hun cellen zonder kapel. Hun kerk was immers de parochiekerk van Sint-Jacob. Als vervanger van aartsbisschop De Precipiano wijdde de Ierse bisschop de Burgo in 1695 de afgewerkte kapel in. Na een alles verwoestende brand in 1735 werden de cellen en de kapel snel herbouwd. De tijd van de pest was voorbij, zodat de zorg voor geesteszieken belangrijker werd. De broeders stuurden sommige geesteszieken naar Geel, op kosten van de stad. In 1750 werd een ruime refter gebouwd, versierd met houten lambrisering en schilderijen.
Met het Frans bestuur in Leuven, eind 18e eeuw, werd het klooster gespaard, in tegenstelling tot andere kloosters die opgedoekt werden in de stad. De broeders mochten al hun werken verder zetten, doch hen was verboden de monnikspij te dragen in het godshuis. Het monopolie op begrafenissen waren de cellenbroeders ook kwijt. Private begrafenisondernemers organiseerden zich daarom in Leuven in de 19e eeuw. De stad verplichtte de broeders dat er regelmatig een arts alle patiënten moest bezoeken. 
In 1889 brak er een grote brand uit bij de cellenbroeders. De omvang van de brand was volgens tijdgenoten gigantisch: de houten refter was één toorts. De stadsdiensten konden niets anders doen dan het gebouw overnacht te laten uitbranden. Het is niet bekend hoeveel patiënten of broeders de dood vonden.

## Tweede klooster (1889-1968)
De alexianen, zoals de cellenbroeders zich intussen noemden, herbouwden hun klooster, juist buiten de stadsmuren, aan de Brusselsepoort en de Herestraat. Tijdgenoten vonden het een goede zaak dat de geesteszieken voortaan verbleven in een ruim gebouw in een park van 17 ha. Het kloosterpark besloeg een groot deel van de Gasthuisberg. Kardinaal Goossens wijdde in 1891 de kapel in. Het psychiatrisch ziekenhuis bleef bestaan tot midden de 20e eeuw. In de jaren 1960 trokken de alexianen weg uit de Herestraat.

## Epiloog
- Op de site aan de Brusselsestraat bouwden de franciscanen een studiehuis, waarin ze tientallen jaren verbleven. Sinds 1968 staat er het studentenhuis Camilo Torres van de Katholieke Universiteit Leuven. De kelders van het afgebrande Alexianenklooster zijn bewaard, alsook de tuinpoort.[8]
- Voor de site aan de Herestraat beslisten de Belgische bisschoppen in 1968 dat het Lemmensinstituut uit Mechelen introk in het Alexianenklooster.[9]